# 7Q1
7Q1 (auch 7QLXXEx, Nr. 805 nach Rahlfs) ist das Fragment einer Papyrushandschrift aus dem 1. Jahrhundert v. Chr. Es enthält Teile aus dem 2. Buch Mose (Exodus), 28,4–7 in griechischer Übersetzung (Septuaginta). Der Text unterscheidet sich in Details von späteren Septuaginta-Handschriften und ist dem hebräischen masoretischen Text näher.
Das Fragment wurde in den 1950er Jahren in Höhle 7 bei Qumran am Toten Meer in Israel gefunden. Heute befindet es sich im Rockefeller Museum in Jerusalem, Inv. Gr. 789.